# ارنست همیلتون

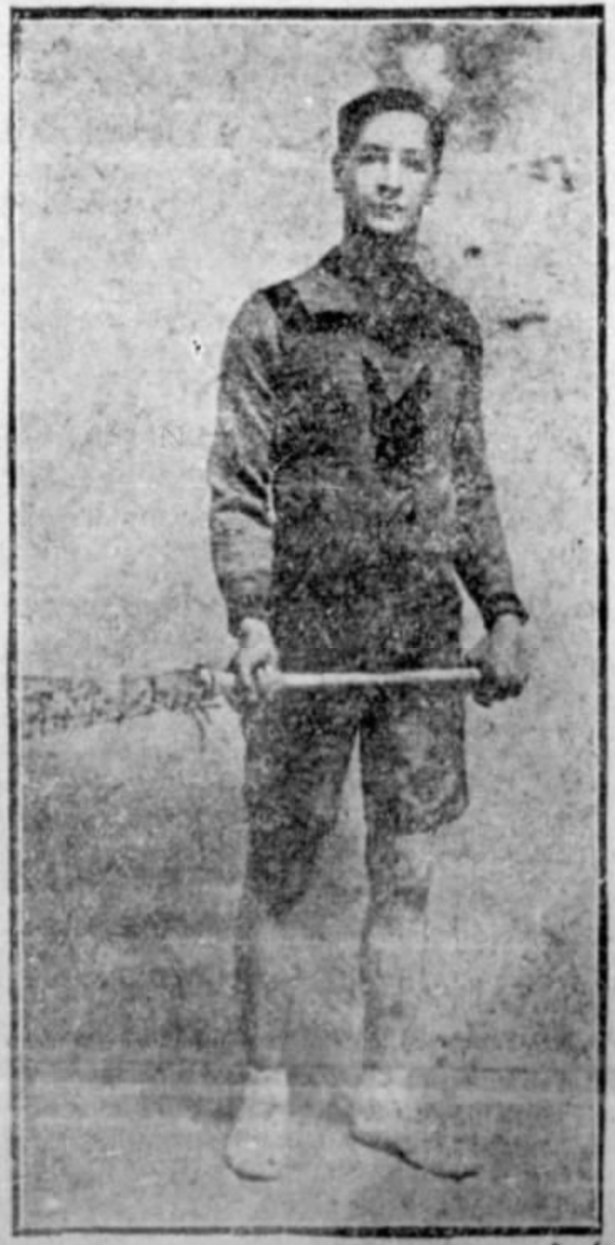
ارنست همیلتون - ۱۹۱۰

ارنست همیلتون (انگلیسی: Ernest Hamilton; ۱۷ آوریل ۱۸۸۳ – ۱۹ دسامبر ۱۹۶۴) بازیکن لاکراس اهل کانادا بود.